# Johann Born (Rechtswissenschaftler)
Johann Born (* 7. Juli 1600 in Leipzig; † 4. August 1660 ebenda) war ein deutscher Rechtswissenschaftler.

## Leben
Der einzige Sohn des Leipziger Bürgers und Handelsmannes gleichen Namens und dessen Ehefrau Anna, Tochter des Leipziger Ratmanns Bartholomäus Scherl, besuchte die Nikolaischule seiner Heimatstadt und begann 1616 ein philosophisches Studium an der Universität Leipzig. Seine Lehrer Johann Friderici (1563–1629) und Heinrich Höpfner (1582–1642) brachten ihn so weit, dass er 1617 Baccalaureus und 1619 Magister der Philosophie wurde. Nebenher besuchte Born die juristischen Vorlesungen bei Wilhelm Schmuck (1575–1634).
Nach der Erlangung der Magisterwürde wechselte er an die Universität Altdorf, wo er bei Andreas Dinner (1579–1633), Erasmus Ungebauer (1582–1659), Andreas Ludwig Schopper (1589–1643) und Johann Limnäus (1592–1663) anderthalb Jahre seine juristischen Studien fortsetzte. Nach einer Reise durch Deutschland gelangte er 1621 nach Leipzig, fand 1622 als Baccalaureus an der juristischen Fakultät Aufnahme, absolvierte 1624 eine Gelehrtenreise durch Frankreich und Holland, wurde am 16. November 1626 Lizentiat der Rechtswissenschaften in Leipzig und promovierte am 12. Juli 1627 zum Doktor der Rechte.
Danach war er einige Zeit als Advokat tätig. 1637 wurde er Advokat am Oberhofgericht in Leipzig, 1638 Assessor der juristischen Fakultät und 1645 fünfter Professor der Leipziger Juristenfakultät mit dem Titel de Verborum Significatione et de Regulis Juris. Im selben Jahr wurde er Kanoniker des Stifts in Naumburg und übernahm 1650 die vierte juristische Professur Instituten an der Leipziger Hochschule. Born hatte sich auch an den organisatorischen Aufgaben der Leipziger Hochschule beteiligt. So war er 1658 Decemvir der Hochschule, Prokanzler der Institution und im Wintersemester 1649 Rektor der Alma Mater.
Er war auch Erbherr in Hilmersdorf.
Born verstarb 1660 an einem Schlaganfall und wurde am 7. August in der Leipziger Paulinerkirche begraben.

## Familie
Aus seiner 1627 geschlossenen Ehe mit Anna Sophia, der Tochter des sächsischen Juristen, Geheimsekretär und Rat der sächsischen Kurfürsten Ludwig Wilhelm Moser (1556–1635), sind vier Söhne und vier Töchter hervorgegangen. Davon starben zwei Söhne und zwei Töchter vor ihrem Vater. Die Töchter Anna Dorothea Born (verh. mit dem Leipziger Ratsmann und Baumeister Wolfgang Peilicke), Maria Born und die Söhne Jacob Born (der Ältere) (1638–1709), sowie Heinrich Born (1644–1708) überlebten den Vater.

## Werke
- Disp. De publicis judiciis.
- Disp. De orgine juris.
- Disp. De jurejurando.
- Disp. De Academiis.
- Disputationum Iuridicarum Tertia, De Expensis. Leipzig 1642.
- Disp. Iuridica Ad L. 2. Cod. De Rescindenda Venditione. Leipzig 1629.
- Disp. Inauguralis De Legitima. 1626.
- Disp. Iuridica De Collationibus. Leipzig 1646.
- Disp. Decas positionum iuridicarum De Culpa. Leipzig 1620.
- Disp. De expensis.
- Disp. De principiis actionum humanarum Themata. 1618.